# Караханов, Магомедали Ямудинович
Магомедали Ямудинович Караханов — сотрудник Министерства внутренних дел Российской Федерации, рядовой милиции, погиб при исполнении служебных обязанностей во время Второй чеченской войны, кавалер ордена Мужества (посмертно).

## Биография
Магомедали Ямудинович Караханов родился 15 сентября 1977 года в селе Икра Курахского района Дагестанской Автономной Советской Социалистической Республики. В марте 1999 года поступил на службу в Отряд милиции особого назначения при Министерства внутренних дел Республики Дагестан.
К моменту вторжения в Дагестан боевиков Шамиля Басаева и Хаттаба с территории Чеченской Республики рядовой милиции Магомедали Ямудинович Караханов служил милиционером-бойцом во 2-й роте ОМОН при МВД Республики Дагестан. Вместе со своими сослуживцами он принимал активное участие в оказании сопротивления силам сепаратистов.
2 сентября 1999 года Караханов был включён в группу сотрудников дагестанского Отряда милиции особого назначения, которой предстояло провести зачистку села Чабанмахи Буйнакского района Республики Дагестан. Действовать они должны были во взаимодействии с бойцами Каспийского городского отдела внутренних дел. Омоновцы в количестве двадцати человек двигались в первых рядах и, разделившись на две группы, приступили к зачистке. Попав в засаду боевиков, группа Караханова была отрезана от своих товарищей и, закрепившись в одном из домов, отстреливалась от наседавших со всех сторон врагов. Сепаратисты предложили омоновцам сдаться, однако те отказались. Милиционеры не прекратили сопротивления даже тогда, когда боевики ворвались в дом и завязалась отчаянная рукопашная схватка. В том бою Караханов получил тяжёлые ранения, от которых скончался два дня спустя.
Указом Президента Российской Федерации рядовой милиции Магомедали Ямудинович Караханов посмертно был удостоен ордена Мужества.

## Память
- В честь Караханова названа центральная улица его родного села Икра Курахского района Республики Дагестан[3].
- Навечно зачислен в списки личного состава ОМОН при МВД по Республике Дагестан.